# Saison 2014 des Giants de New York
Chronologie
Précédent Suivant
La saison 2014 des Giants de New York est la 90e saison de la franchise au sein de la National Football League.
Pour fêter cet anniversaire, les joueurs porteront tout au long de la saison un écusson sur leur maillot. Cet écusson reprend le chiffre 90 sous lequel est indiqué SEASONS ainsi que 1925-2014 et l'abréviation NY. Les Giants furent en effet fondés en 1925. Il s'agit de la 4e plus ancienne franchise de NFL après les Cardinals de l'Arizona, les Bears de Chicago et les Packers de Green Bay .
C'est également la 5e saison jouée au MetLife Stadium, ainsi que la 11e saison sous les ordres de l'entraîneur principal Tom Coughlin.
Après avoir échoué lors de la course aux playoffs en saison 2012 et 2013, le Front Office a réagi pendant l'intersaison. Une des premières décision fut le remplacement du Coordinateur Offensif Kevin Gilbride (prenant sa retraite) par Ben McAdoo, ex-coach des QB chez les Packers.
Avant la Draft 2014, la période dite de la Free Agency fut très animée au niveau du nombre de transferts, ce qui n'est pas habituel dans le chef des Giants.
Malheureusement, les Giants pour la 3e saison consécutive ne se qualifient pas pour les playoffs et terminent qui plus est la saison avec un bilan négatif.
En date du 1er février 2015, la matriarche Ann Mara (mère du propriétaire des Giants, John Mara et surnommée The First Lady of Football) décède à l'âge de 85 ans.
Le Super Bowl XLIX joué le 1er février 2015 sera gagné 28 à 24 par les Patriots de la Nouvelle-Angleterre au détriment des Seahawks de Seattle et le MVP du match désigné est le QB Tom Brady des Patriots.
Le MVP de la saison est le QB Aaron Rodgers des Packers de Green Bay. Le meilleur joueur offensif de la saison est le RB DeMarco Murray	des Dallas Cowboys et le meilleur joueur défensif est le DE J. J. Watt des Texans de Houston.

## Free Agency
| Joueurs                     | Postes   | Anciennes équipes                  | Durées et termes des contrats,                                                              |
| --------------------------- | -------- | ---------------------------------- | ------------------------------------------------------------------------------------------- |
| Geoff Schwartz              | G        | Kansas City Chiefs                 | 4 ans pour 16,8M$ dont 6,2M$ garantis                                                       |
| J.D. Walton                 | C        | Denver Broncos                     | 2 ans pour 5 M$                                                                             |
| Rashad Jennings             | RB       | Oakland Raiders                    | 4 ans pour 14M$ dont 3M$ garantis                                                           |
| Jameel McClain              | LB       | Baltimore Ravens                   | 2 ans pour 4,5M$                                                                            |
| Walter Thurmond             | CB       | Seattle Seahawks                   | 1 an pour 3,5M$                                                                             |
| Quintin Demps               | S        | Kansas City Chiefs                 | 1 an pour 1 M$                                                                              |
| Dominique Rodgers-Cromartie | CB       | Denver Broncos                     | 5 ans pour 39M$ dont 14M$ garantis, 16M$ sur les deux premières années, 10M$ à la signature |
| Trindon Holliday            | WR       | Denver Broncos                     | 1 an pour 700,000 $                                                                         |
| Mario Mannigham             | WR       | San Francisco 49ers                | 1 an pour 795,000 $                                                                         |
| John Jerry                  | G/RG/OL  | Miami Dolphins                     | 1 an pour 777,000 $ dont 25,000 $ garantis                                                  |
| Zack Bowman                 | CB       | Chicago Bears                      | 1 an                                                                                        |
| Charles Brown               | OT/RG/LG | New Orleans Saints                 | 1 an pour 795,000 $                                                                         |
| Robert Ayers                | DE       | Denver Broncos                     | 2 ans pour 3,75M$                                                                           |
| Kellen Davis                | TE       | Seattle Seahawks                   | 1 an                                                                                        |
| Travis Harvey               | WR       | Tennessee Titans                   | ?                                                                                           |
| Josh Freeman                | QB       | TB Buccaneers et Minnesota Vikings | 1 an                                                                                        |

Les joueurs suivants ont également prolongé leurs contrats chez les Giants :
| - QB - Curtis Painter - P - Steve Weatherford - K - Josh Brown - RB - Peyton Hillis - FB - Henry Hynoski - MLB - Mark Herzlich | - LB - Jon Beason - LB - Spencer Paysinger - FS - Stevie Brown - CB - Prince Amukamara - CB - Trumaine McBride - DT - Mike Patterson - DE - Mathias Kinawuka |

Les Undrafted Free Agent (UDFA) ayant signé aux Giants,(mise à jour le 18 mai 2014)
| - DT - Kelcy Quarles, South Carolina (signé le 12/05/14) - DT - Eathyn Manumaleuna, BYU (signé le 12/05/14) - DE - Kerry Wynn, Richmond (signé le 12/05/14) - ILB - Justin Anderson, Louisiana-Lafayette (signé le 12/05/14) - SS - Thomas Gordon, Michigan (signé le 12/05/14) | - LB - Dan Fox, Notre Dame (signé le 13/05/14) - DE - Emmanuel Dieke, Georgia Tech (signé le 13/05/14) - TE - Jordan Stanton, James Madison (signé le 13/05/14) - S - C.J. Barnett, Ohio State (signé le 13/05/14) - TE - Xavier Grimble, South Carfolina (signé le 15/05/14) |

Joueurs partis à la retraite :
- OT - David Diehl : Choix no 160, round 5 de la draft 2003, il aura joué 11 années (2003-2013) au sein des Giants de New York.
- OG - Chris Snee

Libérés par les Giants , :
- QB - Rusty Smith (le 28 avril - fin de contrat le 12/05/14)
- MLB - Allen Bradford (waived le 12/05/14)
- CB - Junior Mertile (waived le 12/05/14)
- P - Jordan Gay. (waived le 12/05/14)
- CB - Chaz Powell (waived le 13/05/14)

Ont quitté la franchise :
| - Kevin Boothe - Oakland Raiders - Justin Tuck – Oakland Raiders - Brandon Myers - Tampa Bay Buccaneers - Ryan Mundy – Chicago Bears | - Keith Rivers – Buffalo Bills - Hakeem Nicks - Indianapolis Colts - Linval Joseph – Minnesota Vikings |

## Draft 2014
| Tour | Sélection | Joueur            | Postes | Universités               |
| ---- | --------- | ----------------- | ------ | ------------------------- |
| 1    | 12        | Odell Beckham Jr. | WR     | LSU                       |
| 2    | 43        | Weston Richburg   | C      | Colorado State            |
| 3    | 74        | Jay Bromley       | DT     | Syracuse Orange           |
| 4    | 113       | Andre Williams    | RB     | Boston College            |
| 5    | 152       | Nat Berthe        | S      | San Diego State           |
| 5    | 174       | Devon Kennard     | LB     | USC                       |
| 6    | 187       | Bennet Jackson    | CB     | Notre Dame Fighting Irish |
| 7    | -         | -                 | -      | -                         |

Les Giants ont obtenu un choix compensatoire au cinquième tour (choix no 174).
Les Giants n'avaient pas de 7e tour ayant échangé leur choix no 225 avec les Carolina Panthers.

## Le Roster
Joueurs n'ayant pas été repris dans le roster final (Cut, Waived, Contrats terminés...)
| - Justin Anderson - LB - Waived 11/25/2014 - Charles Brown - T - libéré 22/11/14 - Kyle Sebetic - DB - contrat terminé - 12/11/14 - Travis Harvey - WR - contrat terminé - 14/10/14 - Dan Fox - MLB - Waived 04/10/14 - Mario Manningham - WR - Contrat terminé - 04/10/14 - Mark Asper - LB - Waived - 22/09/14 - Jordan Stanton - DE - Contrat terminé - 16/09/14 - Justin Anderson - LB - Waived - 03/09/14 - Curtis Painter - QB - Contrat terminé - 30/08/14 - Israel Idonije (FA) - Contrat terminé - 30/08/14 - John Conner - FB - Contrat terminé - 30/08/14 - Kellen Davis - TE - Contrat terminé - 30/08/14 - Jordan Stanton - DE - Waived - 30/08/14 - Julian Talley - WR - Waived - 30/08/14 - Kelcy Quarles - DT - Waived - 30/08/14 - Terrell Manning - MLB - Waived - 30/08/14 - Bennett Jackson - CB (Draft 2014- Round 6) - Waived - 30/08/14 - Jamaal Johnson-Webb - G/OT - Waived - 30/08/14 - Thomas Gordon - DB/SS - Waived - 30/08/14 - Adam Gress - OT (FA) - Waived - 30/08/14 - Kendall Gaskins - RB - Waived - 30/08/14 - Dan Fox - LB - Waived - 30/08/14 - Chandler Fenner (CB) - (FA) - Waived - 30/08/14 - Michael Cox - RB - Waived - 30/08/14 - Rodgers Gaines - T - Waived/Injured - 30/08/14 | - Justin Anderson - LB - Waived/Injured - 26/08/14 - CJ Barnett - S - Waived - 26/08/14 - Cunningham (FA) - Waived - 26/08/14 - Everett Dawkins - DT (FA)- Waived - 26/08/14 - Emmanuel Dieke - DE - Waived/Injured - 26/08/14 - Grimble Xavier (FA) - Waived/Injury Settlement - 26/08/14 - Travis Harvey - WR - Waived - 26/08/14 - Charles James - CB - Waived - 26/08/14 - Brandon McManus - K - Waived - 26/08/14 - Kyle Sebetic - DB - Waived - 26/08/14 - John Sullen - G (FA) - Waived - 26/08/14 - Ross Weaver - CB - Waived - 26/08/14 - Spencer Adkins - OLB - Waived - 26/08/14 - Kendrick Adams - DE - Waived - 05/08/14 - Travis Howard - CB - Waived/Injury - 01/08/14 - Chris Snee - G - Arrête sa carrière - 21/07/14 - Kris Adams - WR - Failed Physical - 21/07/14 - Steven Baker - T - Waived - 19/06/14 - Eathyn Manumaleuna - DT - Waived - 19/06/14 - Will Hill - FS - Waived - 02/06/14 - Josh Freeman - QB - Contrat terminé - 30/05/14 - Goodin Stephen - Waived/Injury - 29/05/14 - Chaz Powell - CB - Waived - 13/05/14 - Jordan Gay - P - Waived - 12/05/14 - Junior Mertile - DC - Waived - 12/05/14 - Allen Bradford - LB - Waived - 12/05/14 |

## Les résultats

### Avant saison
| Semaines                              | Dates   | Heures   | Adversaires          | Résultats | Résultats    | Lieux                          | TVs  | NFL.com résumés |
| Semaines                              | Dates   | Heures   | Adversaires          | Scores    | Statistiques | Lieux                          | TVs  | NFL.com résumés |
| ------------------------------------- | ------- | -------- | -------------------- | --------- | ------------ | ------------------------------ | ---- | --------------- |
| HOF                                   | 3 août  | 20:00 ET | Buffalo Bills        | G 17-13   | 1-0          | Fawcett Stadium (Canton, Ohio) | NBC  | Recap           |
| 1                                     | 8 août  | 19:30 ET | Pittsburgh Steelers  | G 20-16   | 2-0          | MetLife Stadium                | WNBC | Recap           |
| 2                                     | 16 août | 19:00 ET | @ Indianapolis Colts | G 27-26   | 3-0          | Lucas Oil Stadium              | WNBC | Recap           |
| 3                                     | 22 août | 19:30 ET | @ New York Jets      | G 35-24   | 4-0          | MetLife Stadium                | WNBC | Recap           |
| 4                                     | 28 août | 19:30 ET | New England Patriots | G 16-13   | 5-0          | MetLife Stadium                | WNBC | Recap           |
| Bilan de l'avant-saison : 5 victoires |         |          |                      |           |              |                                |      |                 |

### Saison régulière 2014
| Saison Régulière 2014                                                  |                        |           |                |              |
| Dates                                                                  | Matchs                 | Résultats | Stat. Division | Stat. Global |
| 8 septembre                                                            | @ Detroit Lions        | P 14-35   | 0-0            | 0-1          |
| 14 septembre                                                           | Arizona Cardinals      | P 14-25   | 0-0            | 0-2          |
| 21 septembre                                                           | Houston Texans         | G 30-17   | 0-0            | 1-2          |
| 25 septembre                                                           | @ Washington Redskins  | G 45-14   | 1-0            | 2-2          |
| 5 octobre                                                              | Atlanta Falcons        | G 30-20   | 1-0            | 3-2          |
| 12 octobre                                                             | @ Philadelphia Eagles  | P 00-27   | 1-1            | 3-3          |
| 19 octobre                                                             | @ Dallas Cowboys       | P 21-31   | 1-2            | 3-4          |
| 23 octobre                                                             | BYE                    | -         | 1-2            | 3-4          |
| 3 novembre                                                             | Indianapolis Colts     | P 24-40   | 1-2            | 3-5          |
| 9 novembre                                                             | @ Seattle Seahawks     | P 17-38   | 1-2            | 3-6          |
| 16 novembre                                                            | San Francisco 49ers    | P 10-16   | 1-2            | 3-7          |
| 23 novembre                                                            | Dallas Cowboys         | P 28-31   | 1-3            | 3-8          |
| 30 novembre                                                            | @ Jacksonville Jaguars | P 24-25   | 1-3            | 3-9          |
| 7 décembre                                                             | @ Tennessee Titans     | G 36-7    | 1-3            | 4-9          |
| 14 décembre                                                            | Washington Redskins    | G 24-13   | 2-3            | 5-9          |
| 21 décembre                                                            | @ St. Louis Rams       | G 37-27   | 2-3            | 6-9          |
| 28 décembre                                                            | Philadelphia Eagles    | P 34-26   | 2-4            | 6-10         |
| Bilan de la saison : 6 victoires, 10 défaites, 0 nuls, pas de playoffs |                        |           |                |              |

### Playoffs
Les Giants ne sont pas qualifiés pour les playoffs et ce pour la troisième année consécutive.

## Analyse de la saison 2014

### L'avant saison, la saison, les besoins

#### L'Avant-Saison
La saison 2014 des Giants a laissé ses supporters assez perplexes et beaucoup de questions se posent :
- Y a-t-il eu trop de blessés ?
- Trop de changements en attaque ?
- Pas assez de changements en défense ?
- Manque de playmakers ?

Probablement un mélange de tout cela à la fois, ce qui veut dire qu’il y a eu du bon (en fin de saison), du moins bon (surtout au milieu), des aspects qui se corrigeront d’eux-mêmes, et d’autres sur lesquels l’équipe devra travailler pour inverser la lente descente (9-7, 7-9, 6-10).
Ce que l’on pensait de l’équipe avant le début de saison :
L’offseason des Giants a été marquée par une tornade au niveau des remaniements de joueurs. Pas une escouade ne fut épargnée par le General Manager Jerry Reese et le Head Coach Tom Coughlin :
D’abord en attaque :
- La ligne offensive avait vu le plus gros changement dans l’attaque avec les départs du Centre David Baas, de l’excellent Guard Chris Snee (retraite) et de Kevin Boothe. Étaient arrivés le Centre J.D. Walton ainsi que Weston Richburg à la draft, et les Guards John Jerry & Geoff Schwartz.
- Du côté des coureurs, Andre Brown et David Wilson (qui a malheureusement dû arrêter sa carrière à la suite de sa blessure au cou) seront supplantés par le bon Rashad Jennings et le rookie Andre Williams.
- À la réception, la perte du receveur Hakeem Nicks devait être compensée par le premier tour Odell Beckham Jr. et le retour de Mario Manningham, alors qu’on pouvait se poser des questions sur le manque d’un TE reconnu.
- Bref, pas mal de mouvement autour d’un Eli Manning qui devait rebondir après une terrible saison 2013. Un changement de philosophie offensive était le remède choisi par l’équipe avec la nomination du Coordinateur Offensif Ben McAdoo, spécialiste de la West-Coast Offense.

Ensuite la défense :
- C’était surtout le poste de Cornerback qui avait principalement vu des modifications sans que cela soit surprenant, les Giants y ayant historiquement un problème, surtout au niveau des blessures. Du coup, pas une, ni deux mais trois signatures : Dominique Rodgers-Cromartie, Walter Thurmond et Zack Bowman. Si on ajoutait Prince Amukamara, Trumaine McBride et Antrel Rolle, c’était une arrière-garde qui pouvait sur le papier imposer le respect.
- Malheureusement, on ne pouvait pas en dire autant du front-7 avec plusieurs questions :
  - Quelle durée d’indisponibilité pour Jon Beason qui avait ressuscité le corps des Linebackers lors de la saion 2013 ?
  - Est-ce que Jameel McClain pourrait faire l’intérim en son absence ?
  - La perte du Defensive End Justin Tuck ne laissait-elle pas un peu seul un JPP en méforme en 2013 ?

Enfin les équipes spéciales :
- Le staff a essayé de régler les problèmes en équipes spéciales avec Quintin Demps et Trindon Holliday pour retourner les coups de pied.

Bref pas mal de question chez Big Blue pour cette saison 2014, notamment offensivement avec le nouveau schéma offensif, quel serait son impact sur Eli et surtout quelle serait la tenue de la ligne offensive.

#### La Saison
NYG avaient le 12e calendrier le plus difficile de la NFL mais avec tous les changements d’effectif (voulus ou non), cela fut probablement un peu trop juste cette année.
On pourrait résumer la saison 2014 des Giants par un titre de film : « The Good, The Bad and the Ugly » (le Bon, le Mauvais et le Moche) :
- Le Bon : c’est la résurgence du QB sous la houlette de son nouveau Coordinateur Offensif et la découverte d’une grosse pépite à la réception (OBJ).
- Le Mauvais : toutes les blessures.
- Le Moche : le manque de playmakers à plusieurs postes (principalement dans les deux lignes)

L’attaque : Dieu sait que ce ne fut pas beau du tout en pré-saison et en début de saison régulière. La mayonnaise a mis du temps à prendre, mais le travail de Ben McAdoo sur l’attaque des Giants a lentement porté ses fruits.
- Eli Manning :
  - Le #10 a balayé les souvenirs de son année précédente avec :
    - 63,1 % de complétion,
    - 4410 yards,
    - 7,3 yards par passe tentée,
    - 30 TDs,
    - 14 INTs,
    - 28 sacks
    - 92.1 de QB rating.

  - Ce qui est intéressant, c’est que le système de McAdoo (influencé par ses origines à Green Bay) privilégie un jeu moins vertical qu’auparavant, avec plus de petites passes, mais l’explosion du rookie (OBJ) a également profité à Manning pour augmenter sa moyenne de yards.
  - De ce fait, on se retrouve avec un mix qui fait de cette saison 2014 une des meilleures de la carrière d'Eli :
    - meilleur taux de complétion,
    - 2e yardage total,
    - 3e meilleur taux de TD par passe tentée (5 %),
    - surtout meilleur taux d’interception par passe tentée (2,3 %)
    - tout ça avec la 3e moyenne de yards par passe tentée.

  - Donc non seulement Eli a été plus précis, mais sur un nombre de passes plus élevé, tout en ne négligeant pas les bombes. Il nous a rappelé de quoi il est aussi capable quand il est en confiance (même si cette confiance a mis un certain temps à venir). Cela est d’autant plus remarquable lorsqu’on constate la liste des problèmes qui se sont parfois mis en travers de cela, surtout au début de la saison. Il y a bien sûr le fait que le nouveau système a du être absorbé par les joueurs mais pas seulement…
- L’Offensive Line : Malgré son principe basé sur des passes rapides qui doivent alléger le travail de l'OL, cette dernière reste un gros souci :
  - Certes, la blessure de Geoff Schwartz et la retraite surprise de Chris Snee n’ont pas aidé à la stabilité du groupe.
  - Ce dernier a trouvé son rythme sur la fin, mais cela a quand même exposé le manque de talent en général.
  - C’est plus le système qui doit être crédité du faible total de 30 sacks encaissés :
  - William Beatty a fait un retournement spectaculaire (seulement 3 sacks concédés)
  - Justin Pugh a fait peu ou prou la même saison potable
  - Le rookie Winston Richburgh a besoin de temps pour s’acclimater.
  - J.D. Walton (replacé en Guard à la suite des blessures) et John Jerry ont eu un mal de chien au sol, comme l’ensemble la ligne…
- Le jeu de course, l’autre problème autour d’Eli : L’OL n’a jamais vraiment su ouvrir des brèches pendant la grande majorité de la saison.
  - Derrière elle, Andre Williams et Rashad Jennings ont couru difficilement :
  - Malgré un bon nombre de TDs marqués (7 pour Williams, 4 pour Jennings), ils ne sont qu’à 3.3 et 3.8 yards de moyenne (217c/721y et 167c/639y).
  - Pas étonnant que New York ne soit que 23e avec tout juste 100 yards au sol par match, et les deux coureurs ne portent pas seuls cette responsabilité.
  - Jennings et Williams peuvent mieux faire : il faut juste des bloqueurs devant eux.
- Les receveurs :
  - La faute à pas de chance cette année avec la terrible blessure de Victor Cruz, la découverte d’une pépite soit le sensationnel rookie Odell Beckham Junior et la bonne saison du TE Larry Donnell.
  - Niveau statistiques, mettons de côté la courte saison du danseur de salsa qui reviendra l’année prochaine à 100 % et regardons ce qu’il aura autour de lui à ce moment-là :
    - Beckham : 91 réceptions, 1305 yards, 12 TDs, un rating QB de 127.3 dans sa direction, 15 plaquages manqués, seulement 2 drops, bref un vrai playmaker torpilleur de défense aux mains sûres.
    - Rueben Randle : 71c/938y/3TDs et seulement 4 drops.

  - Cela fera une belle triplette de cibles écartées pour Manning.
  - On pourra aussi y rajouter :
    - Larry Donnell : 63 réceptions, 623 yards, 6 TDs et seulement 4 drops lui aussi (par contre insuffisant en run block)
    - Daniel Fells, qui a fait une saison discrète mais efficace en réception et au block.

  - Ce n’est donc pas étonnant que l’attaque aérienne soit 7e avec 267 yards de moyenne, car malgré l’absence de Cruz il y a vraiment du talent dans cette équipe.
  - En conclusion, niveau attaque, les Giants ont vraiment tout en place pour redevenir une attaque explosive comme la période 2008-2011 à condition qu’ils solidifient absolument leur ligne offensive pour la saison 2015.

La Défense :
On peut presque faire le même constat que pour l’attaque :
- Ils ont accumulé les mises sur IR (20 pour toute l’équipe, le pire total de la NFL) et donc pour 2015, ils devraient récupérer du talent sans rien faire, même s’il y a quand même des rectifications à faire, notamment dans le front-7.
- Les Giants ont terminé la saison avec 47 sacks, un total qui semble excellent… sauf quand on remarque que 22 sont arrivés sur trois matchs : contre Jacksonville, Tennessee et Washington vers la fin de la saison (trois équipes aux OL pas très impressionnantes). Avant cela c’était une longue série de matchs à 1 ou 2 sacks avec une exception à 4.
- Donc bien que Jason Pierre-Paul ait terminé avec 12.5 sacks, Johnathan Hankins à 7, Damontre Moore à 5.5 et Robert Ayers à 5, le travail de la DL dans le pass-rush a été trop insuffisant pendant trop longtemps pour avoir eu un vrai poids sur la saison. S’ils peuvent mieux répartir leur production sur la saison 2015, ce sera déjà bien plus intéressant, car Ayers, Hankins et JPP savent faire du dégât.
- Au sol, la DL n’a pas été assez solide en général et a laissé trop d’espaces aux coureurs adverses.
- Les Linebackers :
  - Les Giants ont encaissé 17 gains de 20+ yards au sol (31e) avec une moyenne de 135.1 yards par match (30e), notamment à cause du manque de travail des Linebackers.
  - L’équipe a subi une perte importante avec la blessure du Middle LB Jon Beason qui est le centre névralgique de l’unité; sans lui Jameel McClain a eu du mal à être efficace contre la course (7 % de run stops) ou en couverture (3 TDs).
  - Il n’a pas été le seul car Jacquian Williams aussi a fait une saison assez compliquée que ce soit contre la course et en couverture.
  - Trop souvent on a vu les Linebackers être incapables de se défaire de blocks ou prendre de mauvais angles pour plaquer les coureurs.
  - Mark Herzlich a également démontré quelques qualités.
  - Néanmoins, le rookie Devon Kennard a quand même été une surprise agréable, car il a été présent contre la course (9 % de run stops) et dans le pass-rush (4.5 sacks). S’il peut refaire cela sur plus de 300 snaps, Kennard pourrait être un bel atout pour une unité qui en a cruellement besoin car elle est clairement la moins talentueuse de la défense.
- La défense aérienne : certes elle a parfois été assez indigente, mais elle a deux excuses principales :
  - Elle a été la plus durement touchée par les blessures, et sans un pass-rush plus consistant c’était compliqué de faire mieux.
  - Le talent est indubitablement là, mais avec Trumaine McBride, Walter Thurmond et Prince Amukamara sur IR, il est difficile d’avoir assez de profondeur de banc pour couvrir tout ça.
  - Du coup Dominique Rodgers-Cromartie s’est retrouvé un peu tout seul, et même s'il a autorisé moins de 60 % de passes, il termine quand même avec 5 TDs, 2 INT et 8 passes défendues.
  - Amukamara avait été le plus impressionnant avant sa blessure avec ses 3 INTs et 5 passes défendues.
  - Zachary Bowman n’a pas été battu souvent, mais quand il l’a été…. c’était souvent pour un TD (4).
  - Chykie Brown a autorisé trop de passes en couverture.
- Les Safeties :
  - Antrel Rolle et Quintin Demps ont été bons en couverture avec 7 INTs à eux deux sans grosses erreurs récurrentes.
  - Par contre Rolle a fait partie de la mauvaise défense à la course avec un manque d’impact et 17 plaquages ratés, alors que Stevie Brown a été insuffisant.

Les Équipes Spéciales :
- On ne peut pas dire que l’investissement sur Demps ait été une réussite
- En fait Odell Beckham Jr. a même été meilleur sur les punt returns.

#### Les besoins
En conclusion, on peut donc voir la saison des Giants comme un pas dans la bonne direction même si les résultats ne sont pas là.
Oui, l’équipe a paru assez atroce au milieu de la saison.
À la fin, ils ont gagné mais contre des équipes avec des records négatifs.
C’est un des points marquants de la saison : contre les « grosses équipes », New York a eu énormément de mal, probablement à cause d’un manque de playmakers à certains postes.
Les Giants ont une philosophie offensive qui s’installe et une arrière-garde qui peut être bonne si elle est au complet.
Il y a du travail pour étayer les deux lignes (voir tout le front-7 en défense), mais la saison écoulée ne peut pas être considérée comme complètement perdue.
Il est donc impératif de renforcer :
- OL
- Pass-rushe
- Linebacker.

Les Giants ont trop négligé la ligne offensive ces derniers temps avec juste Pugh.
Il est temps d’y remédier, et ça permettra d’un seul coup d’avoir une attaque équilibrée et efficace.
Attention enfin au poste de Safety où on trouve pas mal de Free Agents.

#### La saison 2015
- Domicile : Dallas, Philadelphie, Washington, Atlanta, Carolina, San Francisco, New England, NY Jets.
- Extérieur : Dallas, Philadelphie, Washington, New Orleans, Tampa Bay, Minnesota, Buffalo, Miami.
- Record cumulé en 2014 : 122-133-1 (0.479, 20e).
- Attention à la NFC South et à ce qu’elle fera l’année prochaine, le calendrier réel pourrait être plus difficile.

### Récompenses individuelles
Prix individuel AP de la saison - meilleur joueur débutant offensif de l'année :
- Odell Beckham Jr. (WR)[10]

Sélectionné en équipe All-Pro : -
Meilleurs joueurs de la semaine/du mois :
- Meilleur joueur défensif de la semaine 14 : Devon Kennard (LB)[11]

Le Pepsi meilleur joueur débutant de la semaine
- Semaine 12 : Odell Beckham Jr. (WR)
- Semaine 15 : Odell Beckham Jr. (WR)
- Semaine 16 : Odell Beckham Jr. (WR)
- Semaine 17 : Odell Beckham Jr. (WR)

Meilleur joueur débutant offensif du mois :
- Novembre 2014 : Odell Beckham Jr. (Giants)[13]
- Décembre 2014 : Odell Beckham Jr. (Giants)[14]

### Le casOdell Beckham Jr.
Lors de la semaine 16 (match contre les Rams), Odell Beckham Jr. établit deux nouveaux records de la franchise :
- plus grand nombre de réception sur un match par un rookie (8 réc.)
- plus grand nombre de yards à la réception sur un match par un rookie (148 yards)

Ces anciens records de 2002 appartenaient à Jeremy Shockey.
Il faut aussi souligner qu'il dépasse les 1 000 yards à la réception à l'issue de la saison régulière.
Ces statistiques sont d'autant plus impressionnantes qu'il a manqué les 4 premiers matchs de la saison.
Odell Beckham Jr. remplacera Calvin Johnson des Lions de Détroit au Pro Bowl et est ainsi le premier rookie des Giants à être sélectionné au Pro Bowl depuis Jeremy Shockey en 2004.
Odell Beckham Jr. (91 réceptions, 1 305 yards, et 12 Tds) fait également partie des nommés pour recevoir le prix d’ Offensive Rookie of the Year lequel lui est finalement décerné par l'Associated Press le 31 janvier 2015 lors du gala du National Football League Honours. Il y remporte également le Bridgestone Performance Play of the Year à la suite de sa réception spectaculaire (à une main) d'une passe de 43 yards de son QB Eli Manning lors du match contre les Dallas Cowboys en 12e semaine de saison régulière.

## Classements

### Division
| Classement de la Division NFC Est - Saison 2014 |    |    |   |    |       |      |      |          |           |          |            |       |        |
| Équipes                                         | G  | P  | N | TD | Pct   | P.P. | P.C. | Domicile | Extérieur | Division | Conférence | # NFC | # NFLǂ |
| Dallas Cowboys                                  | 12 | 4  | 0 | 56 | 0.750 | 467  | 352  | 4-4      | 8-0       | 4-2      | 8-4        | #3    | # 1    |
| Phiadelphia Eagles                              | 10 | 6  | 0 | 54 | 0.625 | 474  | 400  | 6-2      | 4-4       | 4-2      | 6-6        | #7    | # 10   |
| New York Giants                                 | 6  | 10 | 0 | 44 | 0.375 | 380  | 400  | 3-5      | 3-5       | 2-4      | 4-8        | #11   | #24    |
| Washington Redskins                             | 4  | 12 | 0 | 33 | 0.250 | 301  | 438  | 3-5      | 1-7       | 2-4      | 2-10       | #15   | #28    |

ǂ classement en fin de saison régulière (avant les playoffs)

### Conférence
| Classement final de la saison régulière 2014 de la NFC | Classement final de la saison régulière 2014 de la NFC | Classement final de la saison régulière 2014 de la NFC | Classement final de la saison régulière 2014 de la NFC | Classement final de la saison régulière 2014 de la NFC | Classement final de la saison régulière 2014 de la NFC | Classement final de la saison régulière 2014 de la NFC | Classement final de la saison régulière 2014 de la NFC | Classement final de la saison régulière 2014 de la NFC | Classement final de la saison régulière 2014 de la NFC | Classement final de la saison régulière 2014 de la NFC | Classement final de la saison régulière 2014 de la NFC | Classement final de la saison régulière 2014 de la NFC |
| Rang | Équipes                                                | Divisions                                              | G                                                      | P                                                      | N                                                      | Pct.                                                   | Div. (G-P)                                             | Conf. (G-P)                                            | Pts. Pour                                              | Pts. Contre                                            | Dif. Pts.                                              | TD                                                     |
| --- | ------------------------------------------------------ | ------------------------------------------------------ | ------------------------------------------------------ | ------------------------------------------------------ | ------------------------------------------------------ | ------------------------------------------------------ | ------------------------------------------------------ | ------------------------------------------------------ | ------------------------------------------------------ | ------------------------------------------------------ | ------------------------------------------------------ | ------------------------------------------------------ |
| Gagnants des Divisions |                                                        |                                                        |                                                        |                                                        |                                                        |                                                        |                                                        |                                                        |                                                        |                                                        |                                                        |                                                        |
| 1 | * – Seattle Seahawks                                   | NCW                                                    | 12                                                     | 4                                                      | 0                                                      | .750                                                   | 5 - 1                                                  | 10 - 2                                                 | 394                                                    | 254                                                    | 140                                                    | 43                                                     |
| 2 | z – Green Bay Packers                                  | NCN                                                    | 12                                                     | 4                                                      | 0                                                      | .750                                                   | 5 - 1                                                  | 9 - 3                                                  | 486                                                    | 348                                                    | 138                                                    | 58                                                     |
| 3 | y – Dallas Cowboys                                     | NCE                                                    | 12                                                     | 4                                                      | 0                                                      | .750                                                   | 4 - 2                                                  | 8 - 4                                                  | 467                                                    | 352                                                    | 115                                                    | 56                                                     |
| 4 | y – Carolina Panthers                                  | NCS                                                    | 7                                                      | 8                                                      | 1                                                      | .469                                                   | 4 - 2                                                  | 6 - 6                                                  | 339                                                    | 374                                                    | -35                                                    | 36                                                     |
| Wild cards |                                                        |                                                        |                                                        |                                                        |                                                        |                                                        |                                                        |                                                        |                                                        |                                                        |                                                        |                                                        |
| 5 | w – Arizona Cardinals                                  | NCW                                                    | 11                                                     | 5                                                      | 0                                                      | .688                                                   | 3 - 3                                                  | 8 - 4                                                  | 310                                                    | 299                                                    | 11                                                     | 32                                                     |
| 6 | w – Detroit Lions                                      | NCN                                                    | 11                                                     | 5                                                      | 0                                                      | .688                                                   | 4 - 4                                                  | 9 - 3                                                  | 321                                                    | 282                                                    | 39                                                     | 35                                                     |
| Non qualifiés pour les playoffs |                                                        |                                                        |                                                        |                                                        |                                                        |                                                        |                                                        |                                                        |                                                        |                                                        |                                                        |                                                        |
| 7 | Philadelphia Eagles                                    | NCE                                                    | 10                                                     | 6                                                      | 0                                                      | .625                                                   | 6 - 2                                                  | 6 - 6                                                  | 474                                                    | 400                                                    | 74                                                     | 54                                                     |
| 8 | San Francisco 49ers                                    | NCW                                                    | 8                                                      | 8                                                      | 0                                                      | .500                                                   | 4 - 4                                                  | 7 - 5                                                  | 306                                                    | 340                                                    | -34                                                    | 33                                                     |
| 9 | New Orleans Saints                                     | NCS                                                    | 7                                                      | 9                                                      | 0                                                      | .438                                                   | 3 - 5                                                  | 6 - 6                                                  | 401                                                    | 424                                                    | -23                                                    | 49                                                     |
| 10 | Minnesota Vikings                                      | NCN                                                    | 7                                                      | 9                                                      | 0                                                      | .438                                                   | 5 - 3                                                  | 6 - 6                                                  | 325                                                    | 343                                                    | -18                                                    | 35                                                     |
| 11 | New York Giants                                        | NCE                                                    | 6                                                      | 10                                                     | 0                                                      | .375                                                   | 3 - 5                                                  | 4 - 8                                                  | 380                                                    | 400                                                    | -20                                                    | 44                                                     |
| 12 | Atlanta Falcons                                        | NCS                                                    | 6                                                      | 10                                                     | 0                                                      | .375                                                   | 3 - 5                                                  | 6 - 6                                                  | 381                                                    | 417                                                    | -36                                                    | 42                                                     |
| 13 | St. Louis Rams                                         | NCW                                                    | 6                                                      | 10                                                     | 0                                                      | .375                                                   | 3 - 5                                                  | 4 - 8                                                  | 324                                                    | 354                                                    | -30                                                    | 36                                                     |
| 14 | Chicago Bears                                          | NCN                                                    | 5                                                      | 11                                                     | 0                                                      | .313                                                   | 2 - 6                                                  | 4 - 8                                                  | 319                                                    | 442                                                    | -123                                                   | 40                                                     |
| 15 | Washington Redskins                                    | NCE                                                    | 4                                                      | 12                                                     | 0                                                      | .250                                                   | 3 - 5                                                  | 2 - 10                                                 | 250                                                    | 438                                                    | -137                                                   | 33                                                     |
| 16 | Tampa Bay Buccaneers                                   | NCS                                                    | 2                                                      | 14                                                     | 0                                                      | .125                                                   | 0 - 8                                                  | 1 - 11                                                 | 277                                                    | 470                                                    | -133                                                   | 31                                                     |
| Tie-break (f) |                                                        |                                                        |                                                        |                                                        |                                                        |                                                        |                                                        |                                                        |                                                        |                                                        |                                                        |                                                        |
| (a) = (b) = (c) = (d) = (e) = (f) = Lorsque 3 équipes ou plus sont à égalité, les règlements de la NFL précisent que ces équipes sont départagées tout d'abord par leurs statistiques de division et ensuite en comparant le rang de l'équipe restante le plus élevé de chaque division. |                                                        |                                                        |                                                        |                                                        |                                                        |                                                        |                                                        |                                                        |                                                        |                                                        |                                                        |                                                        |
| Legendes |                                                        |                                                        |                                                        |                                                        |                                                        |                                                        |                                                        |                                                        |                                                        |                                                        |                                                        |                                                        |
| w — Qualifié en wild card |                                                        |                                                        |                                                        |                                                        |                                                        |                                                        |                                                        |                                                        |                                                        |                                                        |                                                        |                                                        |
| x — Qualifié en playoff |                                                        |                                                        |                                                        |                                                        |                                                        |                                                        |                                                        |                                                        |                                                        |                                                        |                                                        |                                                        |
| y — Gagnant de division |                                                        |                                                        |                                                        |                                                        |                                                        |                                                        |                                                        |                                                        |                                                        |                                                        |                                                        |                                                        |
| z — Exempté du premier tour de playoff |                                                        |                                                        |                                                        |                                                        |                                                        |                                                        |                                                        |                                                        |                                                        |                                                        |                                                        |                                                        |
| * — Gagne l'avantage du terrain |                                                        |                                                        |                                                        |                                                        |                                                        |                                                        |                                                        |                                                        |                                                        |                                                        |                                                        |                                                        |